# Knut Bere
Knut Bere (1940) è un ex sciatore alpino norvegese.

## Biografia
Sciatore polivalente, Knut Bere debuttò in campo internazionale in occasione del trofeo dell'Hahnenkamm 1960 (Kitzbühel, 15-17 gennaio), dove si classificò 90º nella discesa libera e 81º nello slalom gigante; nel 1962 si piazzò 3º nello slalom gigante del trofeo Holmenkollen-Kandahar (Holmenkollen, 2-4 marzo) e nel 1963 nel medesimo trofeo (Holmenkollen, 14-15 marzo) fu 3º nello slalom speciale. Nel 1964 fu 10º nello slalom gigante e 7º nello slalom speciale disputati a Oppdal (21-22 marzo), sue ultime gare internazionali, e l'anno dopo vinse la medaglia d'argento nello slalom gigante e nella combinata e quella di bronzo nello slalom speciale ai Campionati norvegesi 1965 (Voss, 5-7 marzo), suoi ultimi risultati agonistici. Non prese parte a rassegne olimpiche o iridate.

## Palmarès

### Campionati norvegesi
- 5 medaglie:
  -  2 argenti (slalom gigante, combinata nel 1965)
  -  3 bronzi (combinata nel 1961; slalom speciale nel 1962; slalom speciale nel 1965)[senza fonte]